# Эдвардс, Джон
Джо́нни (Джон) Рид Э́двардс (англ. Johnny Reid «John» Edwards; 10 июня 1953, Сенека, Южная Каролина) — американский политический деятель и юрист, бывший сенатор от Северной Каролины, кандидат в вице-президенты США от Демократической партии при Джоне Керри на выборах 2004 года.

## Биография
В 1998 году на сенатских выборах Эдвардс победил действующего сенатора-республиканца Лока Фэрклота. В 1999—2005 младший сенатор (пробыл один срок); после поражения на президентских выборах 2004 повторно не баллотировался и занялся общественной деятельностью, был директором центра по бедности и занятости в Северокаролинском университете, консультантом Fortress Investment Group.
На выборах 2004 года Эдвардс по ошибке получил один голос выборщика как кандидат в президенты: выборщик-демократ из Миннесоты (имя которого осталось неизвестным) по ошибке вписал его имя и в вице-президентский, и в президентский бюллетень, причём во втором случае с опиской (Ewards вместо Edwards); голос был официально учтён как голос за Эдвардса в президенты.
Перед выборами 2008 года был среди кандидатов в президенты на праймериз Демократической партии, но вскоре выбыл из гонки, поддержав Барака Обаму; эти выборы были ознаменованы скандалом, в ходе которого Эдвардс обвинялся в супружеской измене с актрисой и кино-режиссёром Риел Хантер, которую он нанял для освещения своей кампании. 
Дело против Эдвардса тем временем разрослось до обвинения в незаконном расходовании избирательных фондов. 3 июня 2011 Большое жюри признало Эдвардса виновным, ему грозило до 30 лет тюремного заключения и до 1.5 млн.$ штрафа. Судебный процесс над Джоном Эдвардсом начался 23 апреля 2012 года.
31 мая 2012 года Эдвардс был признан невиновным в незаконном использовании избирательных фондов, а по остальным статьям обвинения жюри объявило о невозможности достигнуть согласованного решения, в связи с чем судебный процесс был объявлен аннулированным.